# Joanna Wallfisch
Joanna Wallfisch (* 14. November 1985 in London) ist eine englische Singer-Songwriterin im Bereich Folk und Jazz.

## Leben und Wirken
Joanna Wallfisch entstammt einer musikalischen Familie, ihre Eltern sind der Cellist Raphael Wallfisch und die Violinistin  Elizabeth Wallfisch, geborene Hunt. Ihre Brüder sind der  Dirigent und Komponist Benjamin Wallfisch und der Cellist und Opernsänger Simon Wallfisch. Sie ist die Enkelin der Cellistin Anita Lasker-Wallfisch und des Pianisten Peter Wallfisch.
Wallfisch wuchs in London auf. Sie spielt mehrere Instrumente, darunter Klavier, Flöte und Gitarre. Zunächst studierte sie Malerei am Londoner Chelsea College of Art and Design, am Central Saint Martins College of Art and Design sowie in Paris an der École nationale supérieure des beaux-arts. Zwischen 2010 und 2012 studierte sie an der Guildhall School of Music and Drama und erhielt dort einen Master in Jazz. Sie war Artist in Residence im Banff Center for Arts and Creativity im Banff (Alberta).
2011 veröffentlichte sie ihr Debütalbum Wild Swan und zog 2012 nach New York. 2013 absolvierte sie als Teil des Chores Chorale le Chateau in den USA eine Tournee mit dem Jazz at Lincoln Center Orchestra unter der Leitung von Wynton Marsalis. In weiteren Projekten arbeitete sie mit Künstlern wie Kenny Werner, Sam Newsome, Lee Konitz und Dan Tepfer. Sie gastierte unter anderem in der National Concert Hall in Dublin, beim Woodford Folk Festival, London Jazz Festival, Salisbury International Festival, Sundance Film Festival und beim Edinburgh Fringe Festival.
Zwei ihrer Tourneen – an der US-Westküste sowie in Australien – absolvierte sie  allein mit dem Fahrrad (jeweils über 1.500 Kilometer), worüber sie ein Buch bzw. einen Dokumentarfilm veröffentlichte. Der Film wurde auf mehreren kleineren Filmfestivals (z. B. Geelong, Prag, Flathead Lake International Cinefest) vorgeführt.
Im September 2022 war sie mit der Uraufführung ihres Songs „The Ship“ zu Gast im ARD-Morgenmagazin.
Wallfisch unterrichtet Songwriting und Allgemeine Musiklehre am Los Angeles College of Music und bietet zudem mit dem von ihr begründeten Unterrichtsprogramm „Little Whale“ musikalische Früherziehung und Musikunterricht für Kinder an.

## Diskografie

### Soloalben
- Wild Swan. (Bandcamp; 2012)
- The Origin Of Adjustable Things. Mit Dan Tepfer; (Sunnyside Records; 2015)
- Gardens in my Mind. Mit The Sacconi Quartett und Dan Tepfer (Sunnyside Records; 2016)
- Blood & Bone (Sea Gardens; 2017)
- Far away from any place called home (Bandcamp; 2019)
- All In Time (Galileo Music; 2023)

### Als Sängerin
- Dear Wendy (Original Motion Picture Soundtrack); Benjamin Wallfisch (MovieScore Media; 2006)[11]
- Lied „Satelite“ auf Pressure (Original Motion Picture Soundtrack); Benjamin Wallfisch (MovieScore Media; 2015)[12]
- Sessiongesang für Lied „Dawn FM“ auf Dawn FM; The Weeknd (Republic Records; 2022)[13]

## Buchpublikationen
- The Great Song Cycle. UWA Publishing, 2019, ISBN 978-1-76080-095-6.

## Filmografie
- 2020: The Great Song Cycle, Down Under. Dokumentarfilm